# القريه العليا

تعديل مصدري - تعديل

القرية العليا هي إحدى حارات حي ظلمة العليا بمدينة ظلمة أحد مدن محافظة إب، بلغ تعداد سكانها 576 نسمة حسب تعداد اليمن لعام 2004.